# Isländska köket

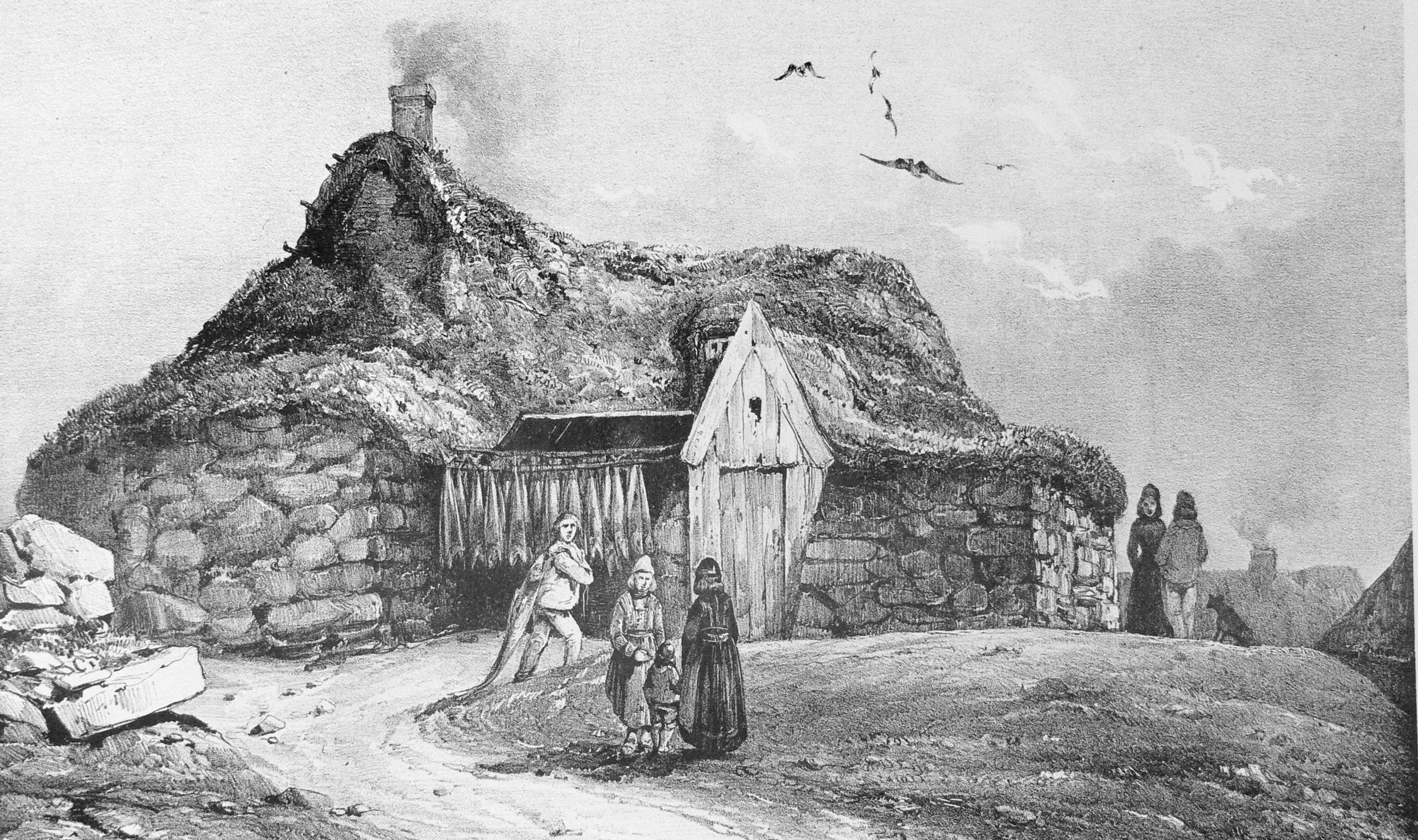
En fiskares skjul i Reykjavik 1835, med fisk hängande utanför för torkning. Lufttorkad fisk är populärt på Island.

Det isländska köket domineras av lamm, mjölkprodukter och fisk genom Islands närhet till havet. Bland vanliga maträtter i Island märks till exempel skyr, hangikjöt, kleinur, laufabrauð och bollur. Þorramatur är en traditionell buffé som serveras på midvinterfester, Þorrablót, som innehåller ett urval traditionella rökta maträtter och fiskprodukter som serveras med rúgbrauð (kompakt mörkt rågbröd) och brennivín, en isländsk akvavit. De flesta smakerna hos det traditionella köket kommer av sättet att förvara maten på, att marinera i mjölksyra eller saltlag, torka och röka.
Moderna isländska kockar lägger ofta betoningen på kvaliteten på de tillgängliga matvarorna istället för att följa de gamla matvanorna. Därför finns det ett antal restauranger i Island som specialiserar sig på skaldjur. 
Stoltheter i det isländska köket är kvaliteten på lammkött, skaldjur och mer nutida skyr. Andra lokala ingredienser som formar de isländska kockarnas förråd är till exempel sjöfåglar samt deras ägg, lax, öring, kråkbär, blåbär, rabarber, lavar, vilda svampar, backtimjan, libbsticka, kvanne och torkad tång såväl som ett brett utbud av mjölkprodukter.
Animaliska produkter dominerar det traditionella isländska köket. Moderna smaker har dock utvecklats mot den europeiska, och förtäring av grönsaker har ökat mycket de senaste årtiondena medan förtäringen av fisk har minskat. På senare år har den inhemska grönsaksproduktionen ökat. Tack vare de stora energitillgångarna kan man driva växthusodlingar. På grund av detta går det numera hitta mycket närproducerade grönsaker på Island. 
Färskt lammkött fortsätter vara populärt medan traditionella köttprodukter, såsom olika slags korvar, har förlorat en stor del av sin attraktionskraft hos de yngre generationerna.

## Historia
Rötterna till det isländska köket kommer från övriga skandinaviska kök, då isländsk kultur, från dess kolonier på 800-talet och framåt, är en distinkt nordisk kultur med dess traditionella ekonomi baserad på naturajordbruk. Flera händelser i den isländska historien var av stor betydelse för köket. Med kristnandet på 1000-talet blev fastandet och förbudet av hästkött stora förändringar, men den förmodligen största förändringen av jordbruket, och därav maten, var den lilla istiden på 1300-talet. Den begränsade kraftigt möjligheterna för bönderna, som inte kunde odla korn längre, och var tvungna att vara beroende av import av alla slags sädesslag. Avkylningen av klimatet ledde också till stora ändringar i byggnadsteknik och uppvärmning där långhus av de tidiga bosättarna, med dess rymliga hallar, ersattes av isländska torvhus med många mindre rum, inklusive ett ordentligt kök, som fortlevde in till 1900-talet.
Vanligtvis markerar reformationen 1550 övergången mellan medeltiden och den tidigmoderna tiden i den isländska historien. Tills de agrikulturella reformerna, komna av influenser från upplysningstiden, fortsatte jordbruket på Island i stort sett likadant från 1300-talet till det sena 1700-talet. Ett handelsmonopol instiftat av den danska kungen 1602 hade en stor inverkan på kulinariska traditioner, även om influenserna från det danska köket mest märktes av på 1800-talet och början på 1900-talet. På det tidiga 1900-talet orsakade en ekonomisk högkonjunktur baserad på fiske en långsam övergång från den traditionella mjölk- och köttbaserade maten till fisk och rotfrukter, som skedde samtidigt som övergången från dominansen av konserverad mat till större betoning på färska ingredienser.

### Det medeltida Island

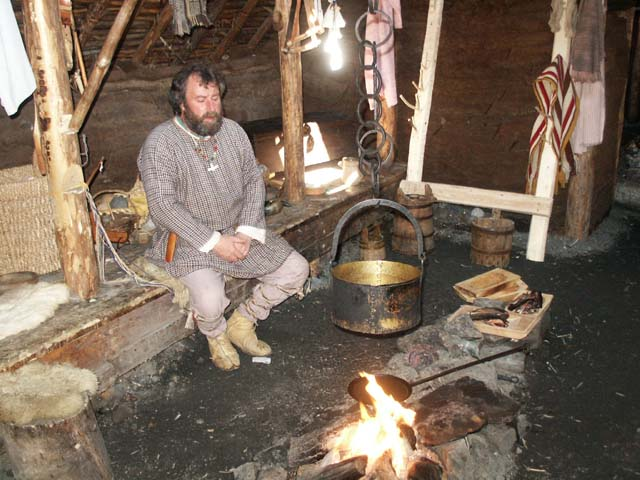
Interiör i ett återskapat medeltida långhus på L'Anse aux Meadows i New Foundland.

När Island beboddes av invandrare från Skandinavien och vikingakolonier på Brittiska öarna, tog de med sig jordbruksmetoder och matvanor från den fornnordiska världen. Efterforskning tyder på att klimatet var mycket mildare på Island under medeltiden än vad det är nu, och källor talar om odling av korn och vete. Det mesta av detta åts som gröt eller välling eller för att tillverka öl. Nötkreatur var den främsta boskapen, men man födde även upp höns, grisar, getter, hästar och får. Höns-, häst-, får- och getboskapen, som först togs till Island, har sedan dess utvecklats i avskildhet, opåverkade av modern selektiv uppfödning. Därför kallas de ibland boskapssort eller vikingasort.

#### Konserveringsmetoder

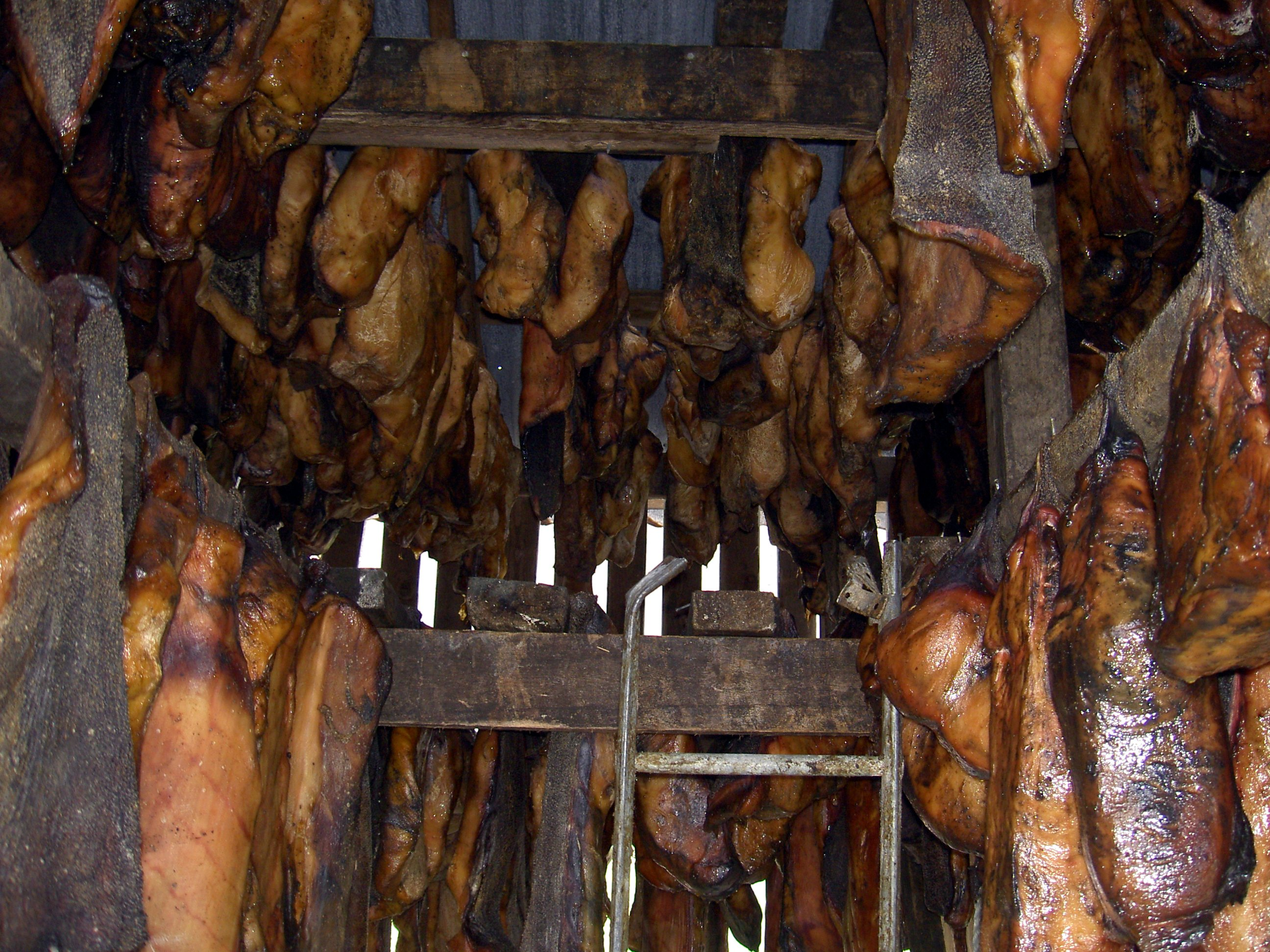
Fermenterad hákarl är ett exempel på en kulinarisk tradition som har fortsatt från bosättningen av Island tills idag.

Fisk lagrades oftast i salt och innan digerdöden exporterade Island torrfisk till fiskmarknaden i Bergen. Salt förekom mindre på Island än i Norge och saltframställning, vilket mest gjordes genom att koka havsvatten eller att bränna tång, försvann gradvis när överbetning orsakade ett underskott på ved i de flesta delar av landet på 1300-talet. Istället för saltning blev konservering av kött i mjölksyra vanligt på Island. Den metoden förekom också i Norge, men fick liten genomslagskraft där.
Arkeologiska utgrävningar av medeltida jordbruk har uppdagat stora runda hål i förvaringsrum där tunnan som innehöll syran förvarades. Två medeltida berättelser berättar om män som räddade sina liv i ett brinnande hus genom att stanna nedsänkta i tunnan med syra. Liksom norrmännen kände de medeltida islänningarna till att fermentering är användbart för konservering av både fisk och kött. Metoden förändrar smaken på maten mycket, och gör smaken lik väldigt stark ost.
Fermentering används fortfarande för att konservera haj hákarl, samt rocka och sill. Fermenterade ägg är en lokal delikatess, som dock är rätt ovanlig nuförtiden.

#### Ost
Ost gjordes på get- och fårmjölk såväl som komjölk. Skyr, en mjuk yoghurt-liknande ost som äts med sked, var ursprungligen en tradition som togs med till Island från Norge, men som bara har överlevt på Island. Vasslen som blir kvar när man gör skyr gjordes sur och användes som mjölksyra för konservering av mat.
Det är sannolikt att dominansen hos skyr i det isländska köket orsakade att andra ostskapartraditioner försvann i nya tiden, tills industriell osttillverkning började i mitten på 1900-talet. Osttillverkningen gjorde utövandet av säter-jordbruk (seljabúskapur) nödvändigt. I bergsstugor på höglandet under den sena våren skildes lammen och killingarna från sina mödrar medan de mjölkades. Osttillverkning ägde ibland rum i dessa stugor. 

#### Matlagning och rätter

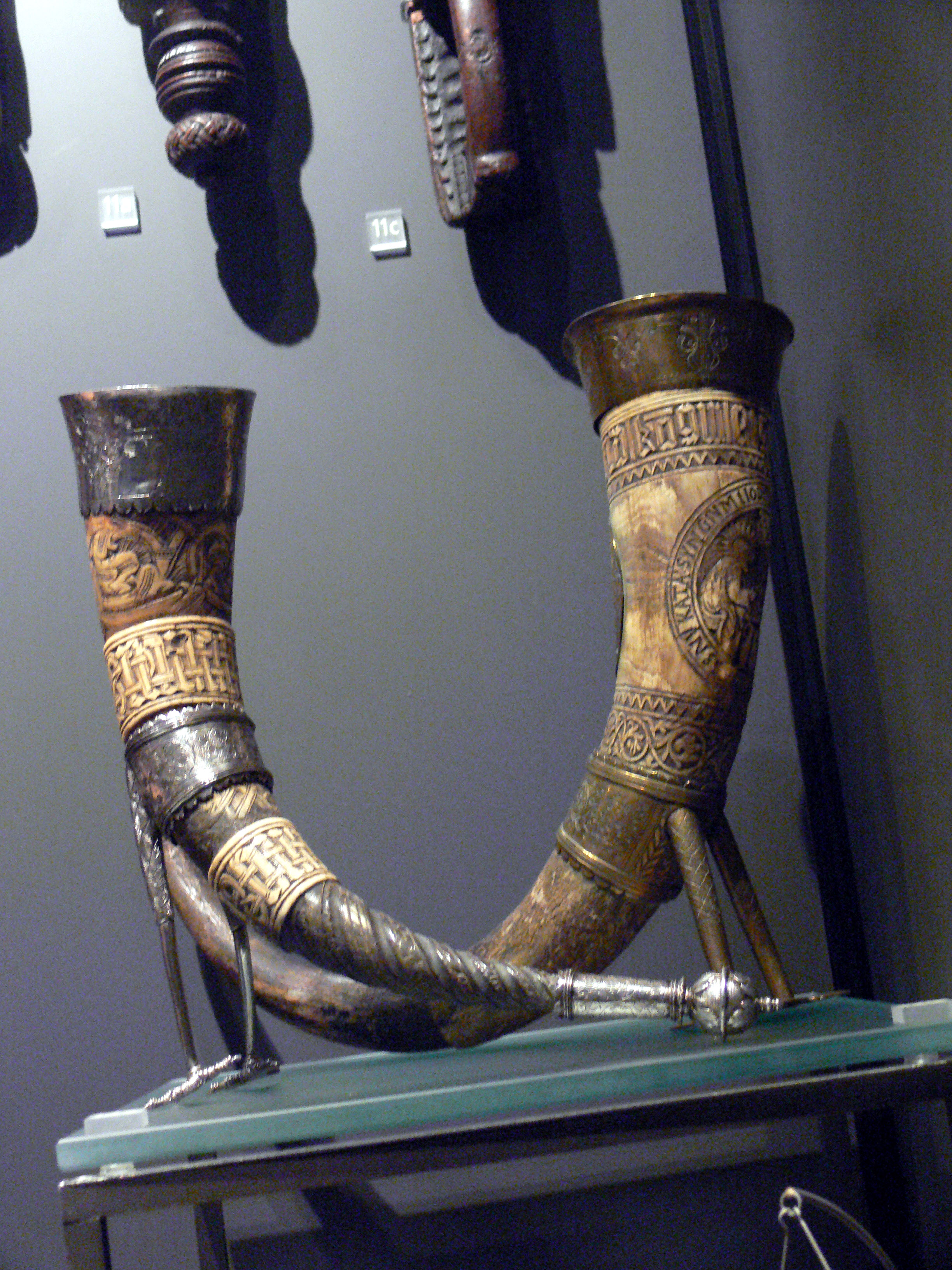
Två dryckeshorn från cirka 1600 på Nationalmuseet i Danmark.

I långhusen, som de första bosättarna byggde, fanns det vanligtvis en lång eldhärd i mitten för att värma upp huset. Runt den fanns det grävda hål i golvet som användes som jordugnar för att baka bröd och laga mat genom att placera det som skulle tillagas i hålet, med varm kol från elden, som täcktes ordentligt under så lång tid som behövdes. Man kokade genom att heta stenar från elden lades direkt ner i vätskan, en metod som pågått till nutiden. Låga steneldstäder användes också, men mestadels lagades maten på golvet. Långhusen övergick gradvis till att bli torvhus på 1300-talet. Dessa skulle ha ett kök med en upphöjd steneldstad för matlagning som kallades hlóðir. 
Samtidigt som avkylningen av klimatet under den lilla istiden gjorde det omöjligt att odla korn och hålla får blev de dyrare nötkreaturen den vanligaste boskapen. Island blev beroende av import av alla sädesslag. Underskottet på ved betydde att torv, gödsel och torkad ljung blev bränsle.
I det medeltida Island åt man två mål mat om dagen, lunchen (dagverður) vid middag och kvällsmaten (náttverður) på kvällen. Mat åts från skålar. Träflaskor med ett gångjärnsförsett lock användes för att dricka, men dessa skulle senare utvecklas till buktande fat, som kallades askar, och som användes för att servera mat. Utbuktande täljda dryckeshorn användes vid speciella tillfällen av den högre klassen. Skedar var det vanligaste ätredskapet, gjorda av horn eller ben, och ofta dekorerade med ristningar. Förutom vid fester, där bord dukades, åt folket maten i knäet, sittande på sina sängar som kantade den yttre väggen på långhuset. En viktig regel hos bondens fru var att rättvist fördela maten. I rikare hushåll fördelades maten av en speciell betjänt som kallades brýti.

### Tidigmodern tid
Det som begränsade Islands subsistensjordbruk från medeltiden till 1900-talet var den korta odlingsperioden (sommar) jämfört med den långa kalla perioden. Förutom tillfälligt viltkött var maten som producerades under tre månader på sommaren tvungen att räcka i nio månader på vintern. Det har blivit uppskattat att subsistensjordbruket på Island kunde försörja en population på runt 60 000 människor med mat. Under alla dessa århundraden ändrades jordbruksmetoderna väldigt lite och fisket fortsatte begränsat till krok och lina från roddbåtar gjorda av drivved. Då båtarna ägdes av bönderna begränsades fisket också till perioder när jordbruksarbetare inte behövdes för jordbruksarbete. Fiske var inte bara mat, utan kunde också gärna bytas mot produkter från utländska handelsskepp, speciellt sädesslag, såsom råg och vete som transporterats till Island av danska handelsmän.
Överskott av fisk, talg och smör användes för att betala markägaren hans avgift. Fram till 1800-talet var den stora majoriteten av isländska bönder arrendatorer av land som ägdes av isländska storbönder, kyrkan eller (speciellt efter konfiskationen av kyrkornas marker under reformationen) kungen av Danmark.
Ett antal lokala variationer existerade i subsistensjordbruket beroende på om folket levde nära havet eller i inlandet. Dessutom så sammanträffade det huvudsakliga fisket med slåttern på hösten på norra Island. Detta ledde till underutvecklingen av fiske jämfört med södern där den huvudsakliga fiskeperioden var från februari till juli. Några författare har beskrivit det isländska samhället som ett konservativt jordbrukarsamhälle, där kravet på jordbruksarbetare under de korta somrarna ledde till häftiga stridigheter bland arrendatorer och markägare till bildandet av fiskelägen. Då fiske ansågs riskfyllt jämfört med jordbruk, skulle alltinget anta många lösningar som begränsade eller förbjöd bebyggelse av landlösa arrendatorer på kusten.

#### Utländsk handel

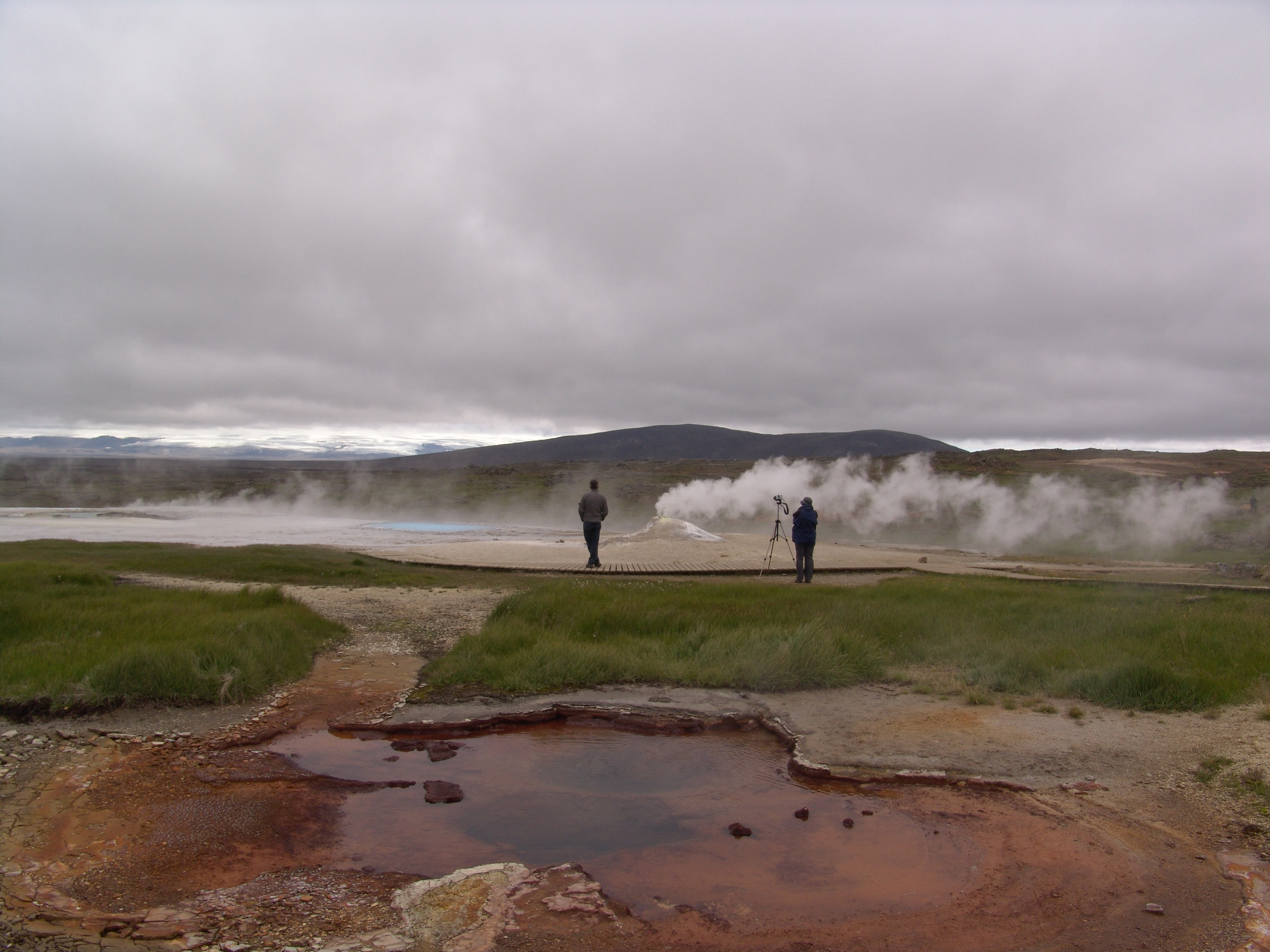
Att koka ägg och smått viltkött och till och med bakning i heta källor är en särskild egenskap i det isländska köket.

Ett annat resultat av dominansen av subsistensjordbruk på Island var bristen på specialisering och handel mellan gårdar. Handeln med utländska handelsskepp var likafullt livlig och nödvändig för ekonomin, i synnerhet handeln med spannmål, honung, alkohol och senare tobak. Fiskefartyg från Europas kustområden lade till i isländska hamnar för att proviantera och utbyta sina varor med lokalbefolkningen. Detta inkluderade öl, saltat kött, kex och tuggtobak som såldes mot stickade yllevantar, täcken med mera. Handelsfartyg kom också då och då från Holland, Tyskland, Skottland, Irland, Frankrike och Spanien för att sälja deras produkter, huvudsakligen för torrfisk, uppvisad i det kungliga sigillet på Island. År 1602 instiftade danska kungen, som var orolig över aktiviteten hos engelska och tyska skepp, ett handelsmonopol på Island, som begränsade handel till danska köpmän som var i sin tur erfordrade att regelbundet sända handelsfartyg till Island med handelsgods som landet behövde. Då illegal handel blomstrade på 1600-talet togs striktare åtgärder för att skydda monopolet 1685. Monopolet fortsatte fram till 1787. Ett av dess resultat var dominansen av råg, som odlats i Danmark, och introduktionen av brennivín, en akvavit gjord på råg.

#### Spannmål

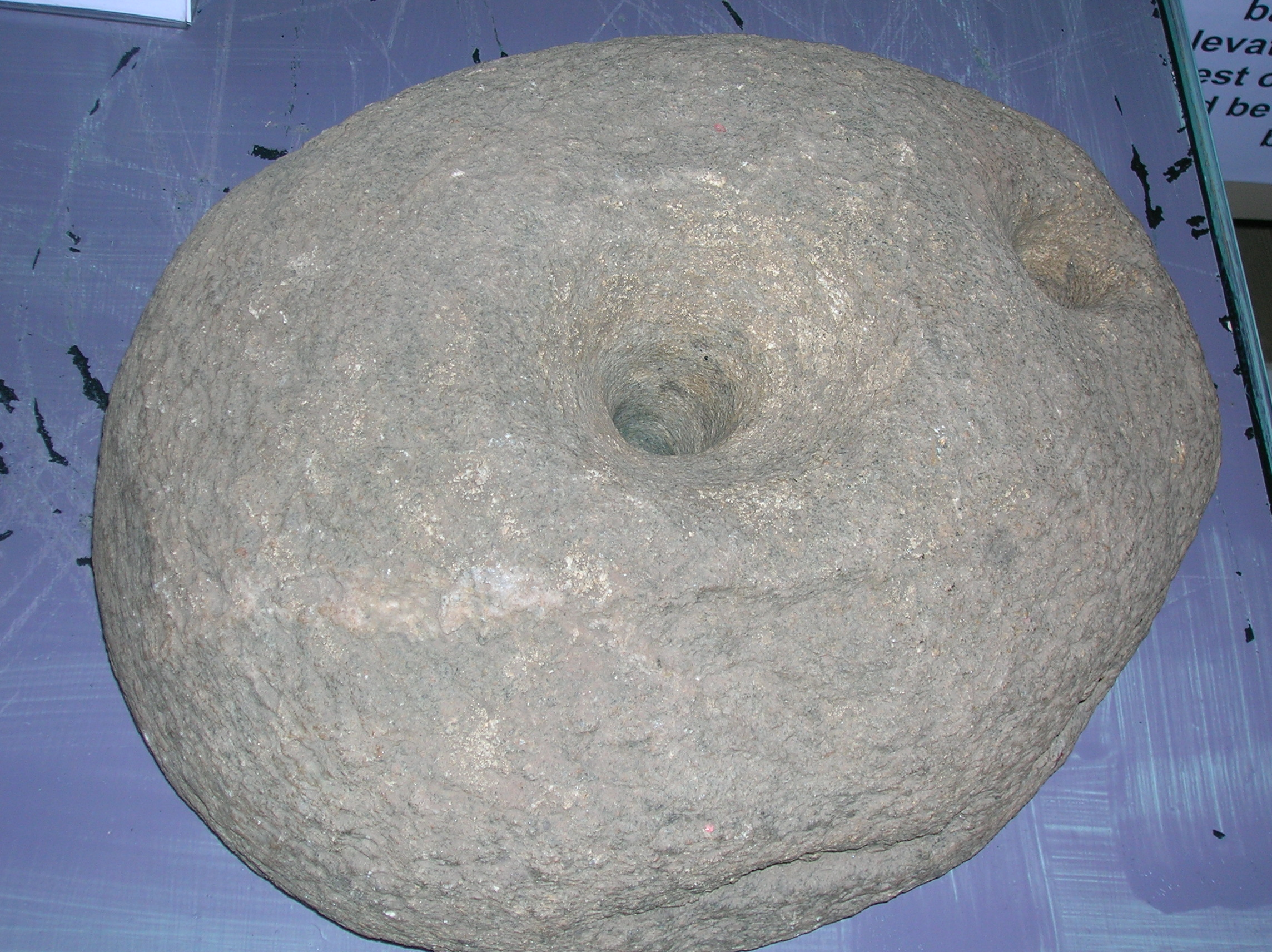
En handkvarn från Skottland. Liknande stenar användes på Island för att mala spannmål till mjöl.

Olika slags bröd ansågs luxuöst bland vanligt folk, även om det inte var ovanligt. Spannmålen som köptes från köpmännen maldes med en handkvarn (kallad kvarnarsteinn på isländska) och kompletterades med torkad rödalg och lav. Ibland kokades de i mjölk och serverades som en tunn gröt. Gröten kunde blandas med skyrför att få skyrhræringur.
Den vanligaste brödsorten var ett krukbröd, rúgbrauð, ett mörkt och kompakt rågbröd som påminner om det tyska pumpernickel och det danska rugbrød.
Brödet kunde inbakas genom att "begrava" degen i speciella trätunnor i marken nära en het källa och plocka upp den nästa dag. Bröd bakat på detta sätt har en lätt svavelsmak. Torkad fisk med smör serverades till alla måltiderna på dagen.

#### Matlagning och måltider
Tillagningen av mat ägde rum i köket var matlagning gjordes på en upphöjd sten (hlóðir) med krokar upphängda för att hålla grytor på den önskade höjden ovan elden. Ugnar var ovanliga, då dessa krävde mycket ved för att bli varma, så bakning, stekning och kokning gjordes i gjutjärnsgrytor, vanligtvis importerade. De två måltiderna under medeltiden ersattes av tre måltider under den tidiga moderna tiden; Frukost (morgunskattur) på morgonen, lunch (nónmatur) på eftermiddagen och kvällsmat (kvöldskattur) på kvällen.

### Modernitet

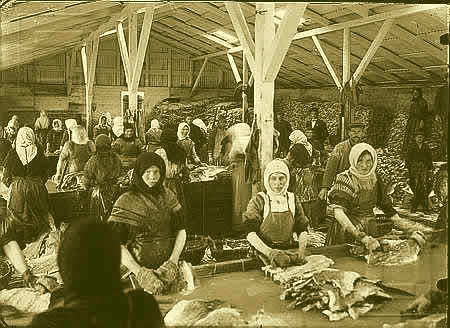
Kvinnor i Reykjavik som producerar torrfisk.

Móðuharðindin, som förmodligen var den största naturkatastrof som har drabbat Island sedan landet bebyggdes, inträffade 1783. Fem år tidigare avslutades handelsmonopolet och det betydde att några islänningar blev köpmän själva. Napoleonkrigen ledde till ett underskott på varor då handelsfartyg slutade komma till Island. Island tvingades då att använda inhemska produkter och tåliga grönsaker som producerades i hemmen blev populära.

#### Dansk påverkan
De första i Island publicerade kokböckerna var danska receptsamlingar som publicerades på 1700-talet vars syfte var att introducera matvanor från överklassen i Danmark-Norge. Recepten skulle vara enklare med billigare ingredienser.
Påverkan från danska köket märktes dock mycket tidigare när danskar och islänningar började handla mer med varandra. 
Den största danska påverkan märktes i bakverk, då bakverk tidigare varit ovanligt. Bagare av danskt ursprung var vanligt i både Reykjavik och Akureyri och en del bakverkstraditioner från Danmark har överlevt längre på Island än i Danmark.

#### Grönsaker
De första grönsaksodlingarna var agrikulturella experiment under sena 1600-talet men odling av grönsaker blev inte vanligt förrän napoleonkrigen. De första grönsakerna som odlades togs till Island av danskar. Populära grönsaker var till exempel vitkål, kålrot, majrovor och potatis. Dessa åts på Island kokta tillsammans med kött och fisk och ibland i form av mos tillsammans med smör. 

#### Kooperativ
Under den stora depressionen under 1930-talet fick isländska staten att införa statliga monopol på vissa produkter vilket fick företag att skapa kooperativ. Dessa slog ut lokala tillverkare och således kom europeisk mat närmare isländska maten när kooperativen började tillverka utländska produkter.

#### Fiske
Fiske på en industriell basis med trålar startade före första världskriget. Det gjorde att färsk fisk blev en billig vara på Island och det blev en stapelvara i det isländska köket. Ända fram till slutet av 1990-talet åt islänningar mycket mer fisk per capita än något annat europeiskt land. Det har dock ändrats på senare år då priset på fisk ökat.

## Maträtter

### Fisk
Mat som äts och fångas på Island är framförallt kolja, rödspätta, hälleflundra, sill och räkor som ätes hela året runt.

#### Hákarl
Hákarl, som betyder haj på isländska, är fermenterat hajkött. Den är en del av þorramatur som är en slags buffé. Den är känd för dess skarpa smak och ammoniaklukt. Hákarl äts ofta med brennivín.

### Kött
Ursprungligen var det kött man åt får, det vanligaste boskapsdjuret på Island. Får användes även för deras mjölk och ull och de var således värda mer levande än döda. När de väl dödades användes allt på djuret som mat som konserverades. Häst åts inte efter kristnandet förutom som en sista utväg. Detta ändrades under 1700-talet, och hästkött som ofta saltas eller kokas eller röks till en korv har återigen blivit vanligt på Island.

#### Viltkött

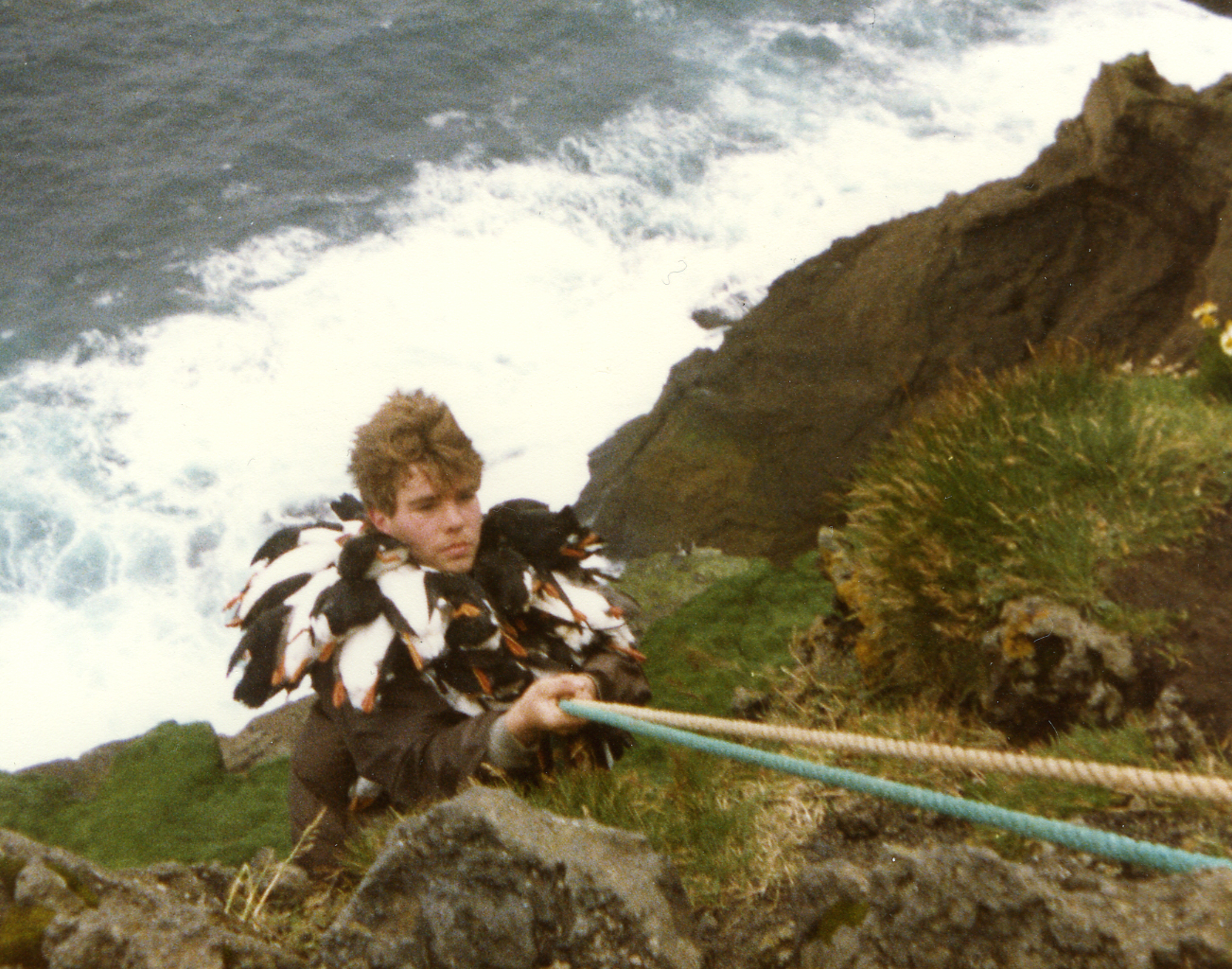
Lunnefågelsjägare.

Mindre viltkött på Island är framförallt havsfåglar, till exempel lunnefågel och gräsand. En del havsfåglar innehåller olja som tas tillvara. Snöripan var också en populär matfågel även om överjakt har lett till att den är fridlyst.
Säljakt brukades av väldigt många jordbrukare och ansågs vara en viktig vara. Sälkött åts ofta omedelbart till fördel mot fårkött. Sälkött äts inte ofta längre och är sällsynt i affärer.
Valjakt kunde inte bedrivas förrän sena 1800-talet då tillräckligt stora båtar inte fanns tidigare. Små valar jagades med små fiskeroddbåtar. Valar som spolades upp på land åts också.
När Island började kommersiell valjakt blev valkött populärt då det kan tillagas på samma sätt som det dyrare nötköttet. Island slutade valjakt 1992 men började igen 2006 även om det numer är dyrare på grund av kostnaden att jaga val.
Renar introducerades på Island på sena 1700-talet och lever vilt på olika ställen. Ett litet antal av dem skjuts varje höst och deras kött med en speciell smak kan finnas i affärer och restauranger större delen av året. Köttet är väldigt dyrt.

#### Begränsningar av köttimporter
Import av kött till Island är väldigt begränsat. Det beror på risker för smittsamma sjukdomar, då djur på Island inte har någon resistens mot åkommor som är vanliga i andra länder.

### Mjölkprodukter
Mjölkprodukter är väldigt viktiga för islänningar. Medelislänningen äter runt 370 liter mjölkprodukter per år.

### Frukt och grönsaker
Grönsaksproduktion och konsumtion ökar stadigt. Det producerades nästan 30 000 ton år 2007.
En fördel med det kalla klimatet är att bekämpningsmedel inte behövs. Grönsaker sätts på våren i växthus. Frukt importeras till största delen. Uppvärmningen av klimatet har gjort det möjligt att odla korn på några få ställen för första gången sedan medeltiden.

### Bröd och bakverk

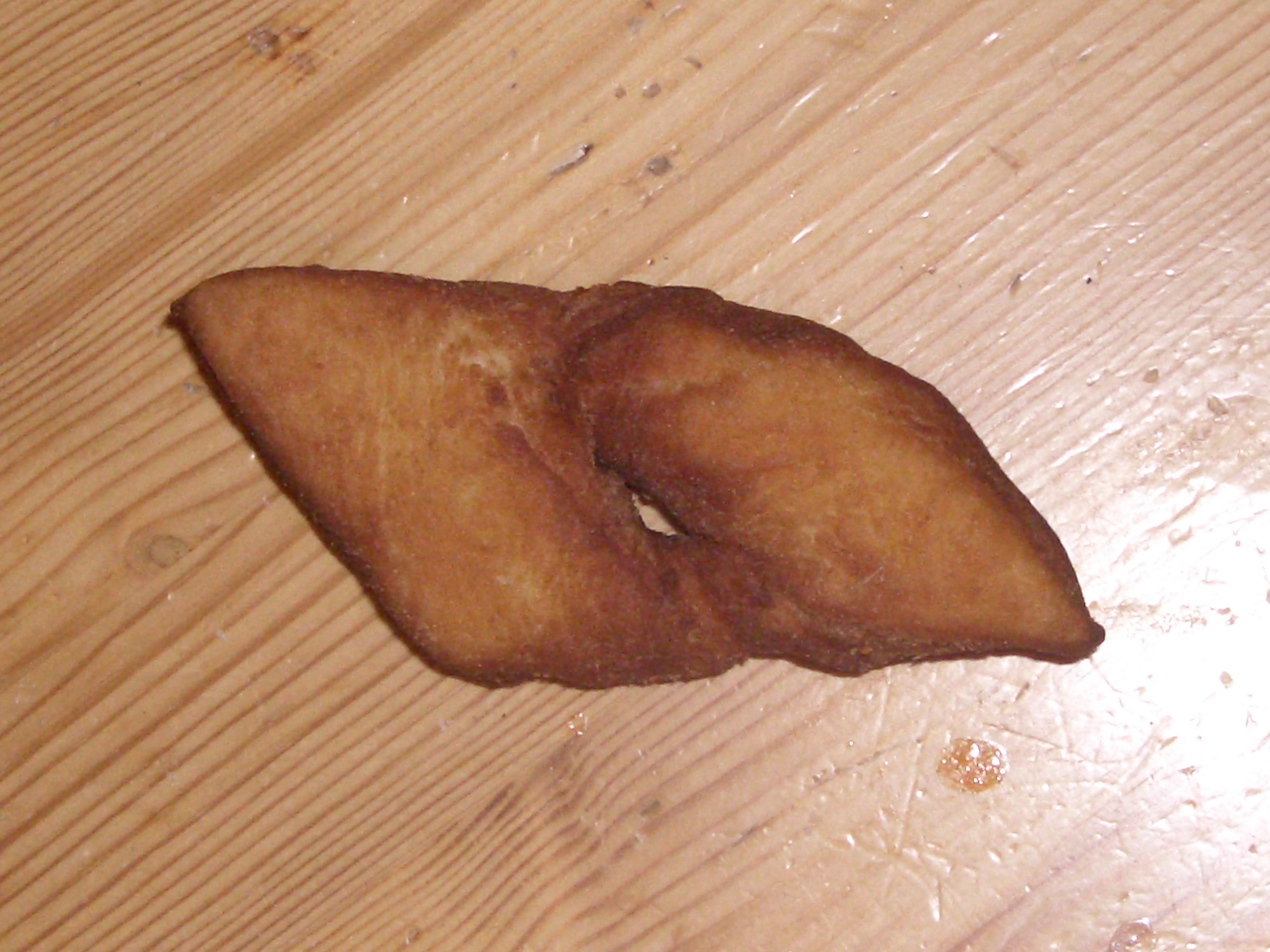
Klenäter, på isländska kleina.

Bagerierna på Island är påverkade av danska köket, även om en stor mångfald finns. Lokala favoriter är till exempel snúður och skúffukaka.
Traditionella bröd är fortfarande populära på Island, till exempel rúgbrauð och flatkaka. Hangikjöt serveras ofta med smala skivor av flatkaka.
Ett traditionellt bakverk är kleina, en liten friterad degknut där degen är kavlad och skuren i trapetser med en speciell sporre som sedan friteras i olja.